# Актау (аэропорт)
Международный аэропо́рт Акта́у (каз. Ақтау халықаралық әуежайы; (ИАТА: SCO, ИКАО: UATE) — аэропорт города Актау. Находится в 21 км от города в северо-восточном направлении. По итогам 2018 году аэропорт обслужил 1 023 900 пассажиров.
Эффективность и большое количество рейсов объясняются тем, что эксплуатацию аэропорта осуществляют турецкие инвесторы (АТМ Group) через доверительное управление 100 % акций АО «Международный аэропорт Актау».

## История и перспективы развития
Аэропорт  функционирует с 1983 года и оборудован для приема и выпуска воздушных судов  практически всех типов, эксплуатирующихся в гражданской авиации.
Акционерное общество «Международный аэропорт Актау» образовано в ноябре 1996 года. Развитие нефтяной отрасли прикаспийского региона потребовало увеличения объёмов грузоперевозок, быстрой доставки необходимого оборудования для нефтяников, что в свою очередь вызывало потребность в реконструкции аэродрома и увеличении пропускной способности пассажирского терминала.
В декабре 2007 года акиматом Мангистауской области был проведен тендер на передачу 100 % госпакета акций АО «Международный аэропорт Актау» в доверительное управление частной организации. Акции были переданы ТОО «ATM Grup Uluslararasi Havalimani Yapim Yafirim ve Lslet-me Ltd St» сроком на 28 лет. В том же году был заключён Договор Концессии между ТОО АТМ Grup и акиматом Мангистауской области на строительство и управление новым пассажирским терминалом сроком на 30 лет.
Строительство нового терминала завершено в 2009 году. Пропускная способность составила 450 пасс/час, общая площадь 13 400 кв.м., включая площадь, занимаемую VIP и CIP — залами. Для комфорта и безопасности пассажиров терминал оборудован новейшими средствами охраны и безопасности, а также электронными и электромеханическими системами, такими как: пассажирские телескопические трапы, стойки электронной регистрации, HVAC — система охлаждения и отопления, FIDS — система оповещения о вылетах на электронном табло, X-RAY — рентгеновские сканеры, CCTV — система видеонаблюдения, лифты и эскалаторы.
Финальные работы по реконструкции полосы завершены в 2011 году. По окончании реконструкции длина полосы составляет 3052 м, ширина 60 м, прочность покрытия полосы PCN — 50 ед, полоса оборудована светосигнальной системой класса ОВИ 1-й категории, что позволит принимать все воздушные суда без ограничений.
АО «Международный аэропорт Актау» стал победителем в номинации «Лучший аэропорт года стран СНГ в 2010 году» и «Перспективно развивающийся аэропорт стран СНГ в 2009 году».
В октябре 2011 года в аэропорту Актау совершил посадку самый крупный в мире грузовой самолет Ан-225 «Мрия».
25 декабря 2024 года в окрестностях аэропорта потерпел крушение Embraer E190, летевший из Баку в Грозный, но вынужденный сменить курс из-за поражения ракетой «земля-воздух», выпущенной ЗРПК «Панцирь-С» ВС России во время атаки украинских БПЛА на аэропорт Грозный.

## Авиакомпании и направления
По состоянию на начало 2022 года из аэропорта города Актау выполнялись перелеты по следующим направлениям:

## Пассажиропоток

### Статистика перевозок
В 2018 году аэропорт обслужил 1 023 900 пассажиров и обработал 3,7 тыс. тонн груза. По данным показателям Международный аэропорт Актау занимал третье место в республике до 2020 года. С 2020 года уступил Шымкентскому аэропорту, в котором наблюдался значительный рост пассажиропотока и грузоперевозок за период с 2018-2021 гг (2,1 млн пассажиров и 10400 тонн груза за 2021 год соответственно).    
Данные из запроса в Викиданные.
| Год                  | Пассажиров | Изменение |
| -------------------- | ---------- | --------- |
| 2008                 | 474 000    | ▲024,9 %  |
| 2009                 | 450 000    | ▼0 5,1 %  |
| 2010                 | 585 000    | ▲0 30 %   |
| 2011                 | 623 000    | ▲0 6,5 %  |
| 2012                 | 708 143    | ▲0 13,7 % |
| 2013                 | 776 431    | ▲0 9,6 %  |
| 2014                 | 813 746    | ▲0 4,8 %  |
| 2015                 | 845 710    | ▲0 3,9 %  |
| 2016                 | 865 774    | ▲0 2,4 %  |
| 2017                 | 1 072 400  | ▲0 23,9 % |
| 2018                 | 1 023 900  | ▼0 4,5 %  |
| Источник: Статистика |            |           |

## Характеристики
Аэродром Актау класса Б, может принимать самолёты Ан-124 "Руслан", Ан-225 "Мрия", Boeing-747, Ил-76 и более лёгкие, а также вертолёты всех типов. Имеется возможность приема и отправки вертолетами (самолетами) оборудования, материалов для компаний, осуществляющих освоение шельфовых месторождений. Наличие морского порта и железнодорожного сообщения предоставляет возможность использовать комбинированные грузовые перевозки морским, воздушным и железнодорожным транспортом.
Аэродром Актау находится на равнинной местности, более 300 дней в году погода благоприятна для выполнения рейсов, взлётно-посадочная полоса построена по розе ветров, поэтому закрытие аэродрома по ограничениям бокового ветра маловероятно.
Аэропорт Актау был принят в эксплуатацию в 1983 году и до распада СССР носил название Шевченко-Центральный. В 2018 году был запущен электрический автобус по направлению г. Актау — Аэропорт, Аэропорт — г. Актау, вместимостью 47 мест.
На аэродроме базируется военная авиация (самолёты МиГ-29, Су-27, вертолеты Ми-8МТ, Ми-24, и новейшие Ми-35M "Sabre"). В 2004 году совместным приказом Министерства Обороны и Министерства транспорта Республики Казахстан было принято решение о включении аэродрома Актау в перечень аэродромов совместного базирования по принадлежности к гражданской авиации. Размещение на аэродроме Актау самолётов Сил воздушной обороны Республики Казахстан подразумевает защиту западных рубежей Казахстана.
В Мангистауской области имеется несколько аэропортов местных воздушных линий (ныне используемых эпизодически): Бейнеу, Бузачи, Жанаозен, Форт-Шевченко.

## Принимаемые типыВС
Аэродром Актау пригоден для эксплуатации всех типов воздушных судов. Аэропорт располагает ВПП с асфальто-армобетонным покрытием.
Длина ИВПП 3052 метра. Классификационное число ВПП (PCN) (PCN) 56/F/C/W/T.
Аэродром Актау способен принимать самолёты Boeing 747, Ил-76, Airbus A320, Airbus A321, Airbus A330, Airbus A350, Boeing 737, Boeing 757, Boeing 767, Boeing 777 и многие другие ВС классом ниже, а также вертолёты всех типов. Классификационное число взлётно-посадочной полосы (PCN) 56/F/C/W/T.